# Frei wie der Wind – Die Balladen
Frei wie der Wind – Die Balladen ist ein Best-of-Album des deutschen Liedermachers Hans Hartz. Es erschien am 21. Mai 1986 über das Label Mercury Records.

## Inhalt
Die auf dem Album enthaltenen Lieder stammen von vier vorher veröffentlichten Studioalben von Hans Hartz. So sind mit Die weißen Tauben sind müde, Kanada und Sturm drei Songs von dem Debütalbum Sturm! aus dem Jahr 1982 enthalten. Die meisten Stücke sind dem zweiten Album Gnadenlos!, das 1983 erschien, entnommen (Der blaue Ballon, 95 Tage, Mutter Erde, Nur Steine leben lang, Wenn Millionäre schlafen gehn, Joe… noch einen). Die Titel Vor meinem Fenster steht ein Baum und Was bleibt sind die Politiker stammen vom Album MorgenGrauen von 1984. Außerdem sind vom vierten Studioalbum Neuland-Suite (1985) die Lieder Die Fische schweigen, Musik Aus Der Ferne… Dacapos Im Wind sowie …und darum geh ich enthalten.

## Produktion
Alle für die Kompilation ausgewählten Lieder wurden von dem Musikproduzent Christoph Busse produziert, der auch zusammen mit Hans Hartz die Songtexte schrieb.

## Covergestaltung
Das Albumcover zeigt eine weiße Wolke auf hellblauem Himmel. Auf der Wolke befindet sich eine abgestempelte Briefmarke, die eine weiße Brieftaube zeigt. Im oberen Teil des Bildes stehen der Schriftzug Frei wie der Wind / Hans Hartz / Die Balladen in Rosa bzw. Weiß sowie einige Lieder, die auf dem Album enthalten sind.

## Titelliste
| #      | Titel                                | Produzent       | Länge | Original-Album (Jahr) |
| ------ | ------------------------------------ | --------------- | ----- | --------------------- |
| 1      | Die weißen Tauben sind müde          | Christoph Busse | 4:11  | Sturm! (1982)         |
| 2      | Der blaue Ballon                     | Christoph Busse | 3:34  | Gnadenlos! (1983)     |
| 3      | 95 Tage                              | Christoph Busse | 4:12  | Gnadenlos! (1983)     |
| 4      | Kanada                               | Christoph Busse | 5:40  | Sturm! (1982)         |
| 5      | Die Fische schweigen                 | Christoph Busse | 3:06  | Neuland-Suite (1985)  |
| 6      | Mutter Erde                          | Christoph Busse | 3:50  | Gnadenlos! (1983)     |
| 7      | Sturm                                | Christoph Busse | 5:37  | Sturm! (1982)         |
| 8      | Nur Steine leben lang                | Christoph Busse | 3:44  | Gnadenlos! (1983)     |
| 9      | Vor meinem Fenster steht ein Baum    | Christoph Busse | 3:16  | MorgenGrauen (1984)   |
| 10     | Musik Aus Der Ferne… Dacapos Im Wind | Christoph Busse | 3:26  | Neuland-Suite (1985)  |
| 11     | Was bleibt sind die Politiker        | Christoph Busse | 3:43  | MorgenGrauen (1984)   |
| 12     | …und darum geh ich                   | Christoph Busse | 4:20  | Neuland-Suite (1985)  |
| 13 (*) | Wenn Millionäre schlafen gehn        | Christoph Busse | 2:59  | Gnadenlos! (1983)     |
| 14 (*) | Joe… noch einen                      | Christoph Busse | 4:23  | Gnadenlos! (1983)     |

(*) Die Titel 13 und 14 sind nur auf der CD-Version des Albums enthalten.

## Singles
Viele der auf der Kompilation enthaltenen Lieder wurden in den Jahren zuvor als Singles veröffentlicht. Davon erreichte der Song Die weißen Tauben sind müde Platz 11 in den deutschen Charts und hielt sich 24 Wochen in den Top 100. Auch das Stück Nur Steine leben lang konnte Rang 50 belegen und sich acht Wochen in den Charts halten. Das Best-of-Album selbst erreichte die Charts nicht.